# IFL Group
IFL Group Inc. es una aerolínea de carga con sede en Waterford, Michigan, Estados Unidos. Opera servicios de carga ad hoc, así como vuelos charter por contrato para FedEx y UPS.

## Historia
La aerolínea se estableció e inició operaciones como Contract Air Cargo en 1983 y es propiedad total de IFL Group Inc, que opera el Dassault Falcon bajo la parte 135 como IFL Group Inc., y el Boeing 727 y Convair CV-240 bajo la parte 121 como Gulf and Caribbean Cargo. Además, IFL Group ha adquirido cuatro CRJ200 para operaciones de carga, lo que convierte a IFL en la primera empresa del mundo en utilizar la estructura del avión CRJ exclusivamente para operaciones de carga.

## Flota

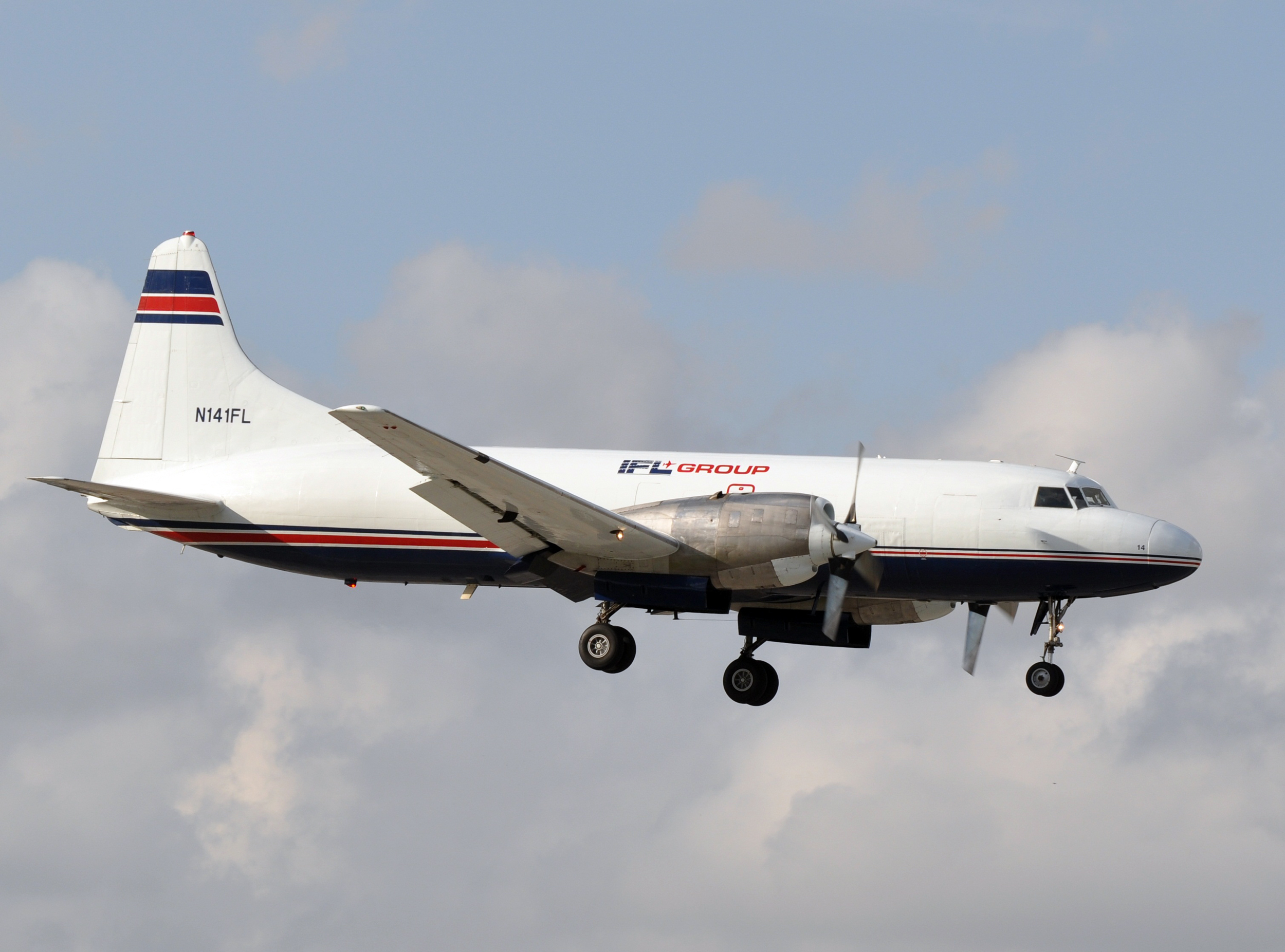
Un Convair 580 de IFL Group en el Aeropuerto Internacional de Miami en 2012

La flota del Grupo IFL consta de los siguientes aviones (a enero de 2021):
- 1 ATR 42-300F
- 2 ATR 72-600F
- 3 Boeing 727-200F
- 4 Bombardier CRJ-200SF
- 6 Convair CV-580
- 5 Convair 5800
- 5 Dassault Falcon 20